# Reprezentacja Czarnogóry w piłce ręcznej kobiet
Reprezentacja Czarnogóry w piłce ręcznej kobiet – narodowy zespół piłkarek ręcznych Czarnogóry. Reprezentuje swój kraj w rozgrywkach międzynarodowych.
Obecnie trenerem reprezentacji jest Dragan Adžić.
Federacja została założona w 1958 roku, ale dopiero od 2006 roku należy do EHF oraz IHF.

## Turnieje

### Udział wmistrzostwach świata
| Rok  | Wynik | Źródło |
| ---- | ----- | ------ |
| 2007 | –     |        |
| 2009 | –     |        |
| 2011 | 10.   |        |
| 2013 | 11.   |        |
| 2015 | 8.    |        |
| 2017 | 6.    |        |
| 2019 | 5.    |        |
| 2021 | 22.   |        |
| 2023 | 7.    |        |

### Udział wigrzyskach olimpijskich
| Rok  | Wynik | Źródło |
| ---- | ----- | ------ |
| 2008 | –     |        |
| 2012 | 2.    |        |
| 2016 | 11.   |        |
| 2020 | 6.    |        |
| 2024 | –     |        |

### Udział wmistrzostwach Europy
| Rok  | Wynik | Źródło |
| ---- | ----- | ------ |
| 2008 | –     |        |
| 2010 | 6.    |        |
| 2012 | 1.    |        |
| 2014 | 4.    |        |
| 2016 | 13.   |        |
| 2018 | 9.    |        |
| 2020 | 8.    |        |
| 2022 | 3.    |        |
| 2024 | 8.    |        |

## Najbardziej utytułowane zawodniczki
- Bojana Popović
- Jovanka Radičević
- Maja Savić